# Absces
Absces (latin abscessus) er det tekniske, professionelle navn på en ansamling af materie (pus), for så vidt materien findes i en hulhed opstået netop ved materiens dannelse, medens man almindeligvis ikke taler om absces, når materien er ansamlet i en forud tilstedeværende hulhed (blæren, tarmen, underlivshulen, brysthulen etc.).
I daglig tale bruges absces og byld synonymt, men det bør fastholdes, at byld foruden denne mere udvidede betegnelse også bruges synonymt med furunkel, der er en ganske bestemt betændelse i huden med dannelse af materie.